# Ramón Cañas Montalva
Ramón Cañas Montalva (Santiago, 26 de febrero de 1896-ibidem, 12 de agosto de 1977) fue un militar chileno que tuvo el grado de general de división y ostentó el cargo de Comandante en jefe del Ejército de Chile desde el 2 de agosto de 1947 al 8 de octubre de 1949. Fue uno de los mayores referentes sobre la soberanía austral chilena y del Territorio Chileno Antártico.

## Biografía
Nació en Santiago de Chile, el 26 de febrero de 1896. Ingresó a la Escuela Militar en 1910, egresando del arma de infantería y con la primera antigüedad de su promoción. Su primera destinación fue el Regimiento de Infantería n.º 10 "Pudeto" y en 1916 fue destinado al Batallón de Infantería «Magallanes» donde sirvió por dos años y le tomó mucho cariño a la zona, además fue designado para formar parte de la comisión organizadora del rescate de la expedición antártica de Sir E. Shackleton, bloqueada entre los hielos, que fue realizada por la escampavía Yelcho.
En 1920 viajó a Suecia para perfeccionar sus conocimientos y además se desempeñó como adicto militar en ese reino, cumpliendo diversas misiones en los ejércitos de Alemania, Francia, Inglaterra y Suecia. Cuando vuelve a Chile es destinado a la Escuela Militar como oficial instructor y asciende al grado de capitán, mandando una compañía de cadetes.
Posteriormente se fue a la Academia de Guerra pero volvió a Magallanes donde, con el grado de mayor concibió la idea de reconstruir el Fuerte Bulnes originalmente. Después es nombrado subdirector de la Escuela Militar en Santiago.
Como coronel fue nombrado comandante del Regimiento Pudeto y también ocupó el cargo de comandante de la Región Militar Austral y V División de Ejército, la que organizó y comandó. En 1946 fue nombrado miembro del Comité Antártico Chileno, dependiente del Ministerio de Relaciones Exteriores. Fundó la revista geográfica «Terra Australis». 
Ascendido a general, fue comandante en Jefe de la II División de Ejército y comandante general de la Guarnición de Santiago y luego, director del Instituto Geográfico Militar y presidente de la Comisión de Límites Chilena-Argentina.
El 2 de agosto de 1947 fue nombrado Comandante en Jefe del Ejército de Chile. Como jefe máximo del Ejército organizó y dirigió la toma de posesión del Territorio Chileno Antártico, preparó el viaje presidencial de Gabriel González Videla e inauguró la Base General Bernardo O'Higgins, el 18 de febrero de 1948. Además publicó un trabajo titulado: «Base O'Higgins, Territorio Antártico Chileno». El 8 de octubre de 1949 deja la comandancia del Ejército, pasando a retiro de la institución castrense.
Después de su retiro fue miembro del Consejo Directivo de la Sociedad Científica de Chile, fue presidente del Comité Nacional para el Año Geofísico Internacional, fundó la Base Científica Risopatrón, fue miembro de la Comisión Chilena Antártica del Ministerio de Relaciones Exteriores y en 1957, en representación del Ministerio de Relaciones Exteriores, fue el único delegado de Chile a la Conferencia Antártica Mundial de Estocolmo. 

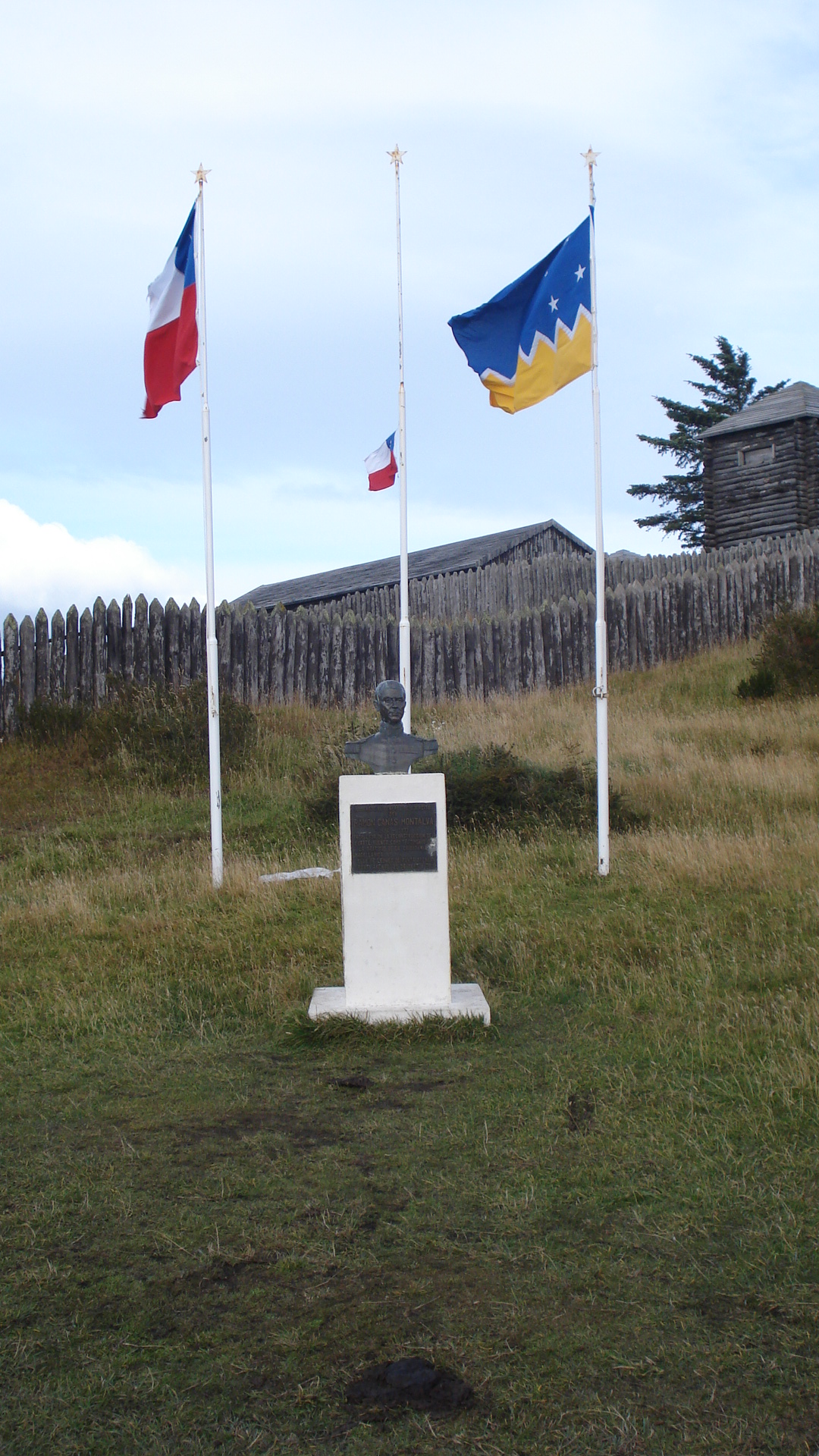
Monumento a Ramón Cañas Montalva en el Fuerte Bulnes.

Ramón Cañas fallece en Santiago el 12 de agosto de 1977, a los 81 años.
| Predecesor: Guillermo Barrios Tirado 1946-1947 | Comandante en Jefe del Ejército de Chile 1947-1949 | Sucesor: Guillermo Barrios Tirado 1949-1950 |